# Batalla de Nancy
La batalla de Nancy es va lliurar el 5 de gener del 1477, i els seus principals protagonistes, d'una banda, el duc de Borgonya, Carles I de Borgonya i el duc de Lorena, Renat II de Lorena. Aquesta batalla culmina amb la derrota i mort de Carles, la consolidació de la independència de Lorena i l'annexió d'una part dels Estats borgonyons per Lluís XI de França.

## Expansionisme borgonyó

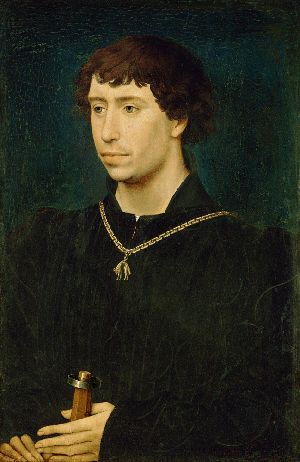
Carles I de Borgonya

El 1363, Felip II de Borgonya «l'Ardit», fill de Joan II de França, rep com a patrimoni en casar-se amb Margarida III de Flandes, el ducat de Borgonya, d'Artois, de Rethel i de Nevers. Els seus descendents adquireixen de diverses maneres una gran part del que actualment constitueix el Benelux: Comtats d'Holanda, Zelanda, Hainaut. així com els ducats de Brabant i Luxemburg.
El conjunt dels Estats borgonyons estava dividit en dues parts: d'una banda, el comtat de Borgonya i, d'altra, els comtats dels Països Baixos, i entre els dos territoris es trobaven el Ducat de Lorena i Bar
El 1467, Carles I de Borgonya el Temerari succeeix al seu pare Felip III de Borgonya, ocasió per dur a terme el projecte de la seva vida, el d'unir territorialment els seus Estats i d'obtenir una investidura real fent renéixer l'antic regne de la Lotaríngia. Tanmateix, no és per la conquesta de Lorena on començà a realitzar el seu somni, sinó per l'annexió de l'alta Alsàcia, que l'emperador Frederic III li havia atorgat com a garantia al préstec de 50.000 florins, que era incapaç de retornar. Des d'Alsàcia planejà anar a la conquesta de Suïssa, i el 1473 s'apodera del ducat de Gelderland.
El duc de Borgonya podia ja centrar la seva atenció sobre Lorena, i Renat II de Lorena, que no podia comptar amb l'ajuda de Lluís XI, que havia signat una treva amb el Temerari, comprometé a no aliar-se amb Lluís XI de França, acceptant el pas de les tropes borgonyones pels seus Estats i autoritzà la instal·lació de casernes a Charmes, Darney, Épinal, Neufchâteau i Prény. En aquests moments René II no té moltes opcions,.

## Ruptura i pau
Renat II de Lorena pren consciència de l'ocupació progressiva que s'està veient sotmès i es decideix a prendre contacte amb els principals adversaris de Carles, Lluís XI de França, la Confederació Suïssa amenaçada amb l'expansió del borgonyó i les ciutats de l'alta Alsàcia que suporten els abusos de l'ocupació.
Lluís XI signà diversos tractats: amb els suïssos a l'octubre i amb Frederic III al desembre del 1474, i amb Eduard IV d'Anglaterra el 29 d'agost del 1475, que tenen com a objectiu aïllar Carles I de Borgonya. Renat II aprofita la situació i llança un atac contra el seu veí el 9 de maig del 1475. Carles, sense perdre temps, firma una nova treva amb el rei de França i envaeix Lorena a la tardor. Ràpidament pren Charmes, Épinal i la capital del ducat, Nancy, el 24 de novembre del 1475, que es rendeix després d'un mes de setge i René II ha de refugiar-se a Joinville, petita ciutat al nord de Lorena. Carles acompleix en part el seu somni de reunir territorialment l'antic regne de la Lotaríngia amb Nancy per capital del nou regne. Els Estats lorenenses s'alien amb el vencedor, que estableix diversos forts d'avançada amb la intenció de conquerir Suïssa.
Renat II, per la seva banda, s'uneix als adversaris suïssos i alsacians de Carles. Una primera batalla té lloc a Grandson el 2 de març del 1476, on el duc de Borgonya va ser derrotat. Per venjar aquesta ofensa, el Temerari creà un nou exèrcit i sortí de Lausana cap a Murten, on va ser novament vençut el 22 de juny del 1476. El seu exèrcit va quedar completament destrossat i va perdre gairebé tota l'artilleria i va veure's obligat a replegar-se cap a Dijon, on començà a aixecar un nou exèrcit.
Amb la notícia de les derrotes del Temerari, el poble de Lorena es revolta i s'apoderà de Vaudemont i expulsà les guarnicions d'Arches, Bruyères, Saint-Dié, Remineront i Bayon. Renat II es reuní amb els revoltats a Lunéville, que fou reconquerida el 20 de juliol, i Épinal el 22 de juliol es rendí davant el seu duc. Seguidament Renat es traslladà a Friburg per a tractar d'obtenir ajuda, però només obtingué un compromís que cap adversari de Carles signarà cap pau per separat.
Al capdavant d'un exèrcit de 5.000 homes, Renat II assetja Nancy el 22 d'agost del 1476 defensada per una guarnició borgonyona composta del voltant 2.000 soldats, majoritàriament anglesos dirigits per Jean de Rubempré. Cap dels missatges enviats per Charles anunciant la seva arribada amb reforços arriben a Nancy, ja que tots seran interceptats per l'exèrcit lorenès. Després d'un mes i mig de setge, la ciutat obre les portes el 7 d'octubre i la guarnició borgonyona es retira de Nancy.

## Setge
El 25 de setembre el Temerari abandona Gex al capdavant d'un exèrcit de 10.000 homes i pren la direcció de Nancy disposat a reconquerir la seva efímera capital. El 9 d'octubre Renat II se situa als marges del riu Mosel·la per tal d'impedir que el travessin, però Carles pren posició en les altures de Toul a poc quilòmetres de Nancy, on el 10 se li reuneixen 6.000 homes més. El 16 d'octubre travessen el Mosel·la, i Renat, amb només 9.000 homes no pot fer res per impedir la presa de Saint-Nicolas-de-Port. El 19 Renat marxa cap als cantons suïssos i Alsàcia a la recerca de reforços, segur que Nancy suportaria dos mesos de setge.
El 22 d'octubre, Carles ja està davant Nancy i comença el setge a la capital ducal. Nancy està defensada només per 2.000 soldats, principalment veterans de la batalla de Murten i alguns dels seus millors capitans suggeriren aixecar el setge per dirigir-se a Metz o Pont-au-Mousson i reprendre l'assalt de Nancy a la primavera, però el Temerari rebutja categòricament la idea. Durant l'hivern, els lorenesos van fustigar constantment les tropes borgonyones. L'hivern és particularment dur aquest any, i la moral baixa dins de les tropes de Carles, de manera que es produeixen diverses baixes i augmenten les desercions, mentre que a la ciutat assetjada es maten els cavalls, els gossos i els gats per alimentar, els pous d'aigua estan congelats i la població ha de desmuntar els sostres de les cases i aprofitar la fusta per escalfar-se.
Per la seva banda, Renat II no es quedà inactiu. Tot i que la Confederació Suïssa preferí no intervenir, l'autoritzà a contractar mercenaris amb el suport financer de Lluís XI de França. A més se li uneixen 8.000 soldats alsacians al poblat de Saint-Nicolas-de-Port molt a prop de Nancy.

## Batalla

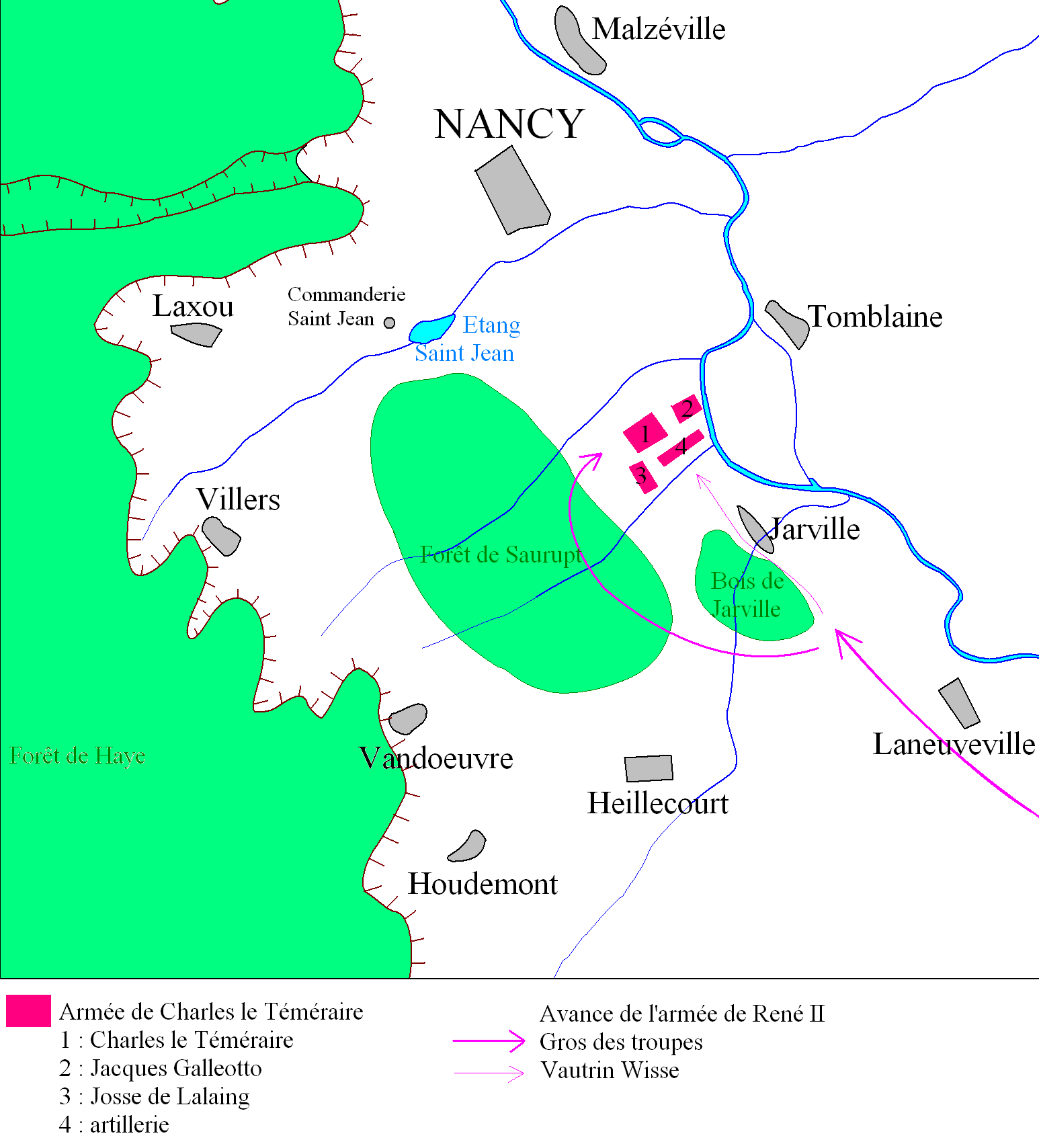
Mapa de la batalla de Nancy

Carles I de Borgonya, assabentat de l'arribada de l'exèrcit de Renat II de Lorena, pren posicions prop de Jarville, un petit turó davant d'un rierol que donava certa protecció, plantant al front l'artilleria, i just al darrere la infanteria, formant un rectangle compost per arquers i piquers. Els flancs estaven coberts per dos cossos de cavalleria, l'esquerre, comandat per Josse de Lalain cobrint el riu i el dret, comandat pel condottiere Jacques de Galeotto cobrint la sortida del bosc de Saurupt.
Diumenge 5 de gener, abans de l'alba i després de celebrar una missa, Renat II abandona Saint-Nicolas-de-Port i avança amb el seu exèrcit de 19.000 a 20.000 homes, Inclosos 7.000 mercenaris suïssos, separats en l'avantguarda, de 7.000 infants i 2.000 cavallers, el centre amb la resta, i uns 800 colobriners de reserva. L'avanç és lent però continu, els camps estan coberts de neu i les temperatures són molt baixes.
El Temerari no sap per on esperar al seu contrincant, que coneix les posicions dels borgonyons pels exploradors i desertors, seguint els consells dels seus capitans ataca justament pel flanc dret, endinsant-se pel bosc de Saurupt. L'efecte sorpresa és total i el futur de la batalla es decideix en alguns minuts. Carles I de Borgonya intenta girar cap a l'adversari, però el gruix de les seves tropes es descoloquen i fugen. Nicola di Monforte, comte de Campobasso, el segon oficial de Carles, que s'havia passar al costat de Lorena amb els seus 200 homes mantingué el pont de Bouxieres on massacrà als desertors que fugien en desbandada.
L'enfrontament de les tropes de René II contra l'exèrcit borgonyó acabà en una massacre total. No és fins l'endemà, en què seguint les indicacions de Baptiste Colonna, un patge del Temerari que el va veure caure a prop de l'estany de Saint-Jean troben el cos del Temerari, mig desfigurat, devorat pels llops. El seu cos fou inhumat amb els honors del seu llinatge en la basílica de Saint George a Nancy, i s'aixecà una creu en el lloc on va ser trobat per marcar l'emplaçament de la seva mort, on es troba actualment la plaça Creu de Borgonya. Davant del número 30 de la Grand-Rue a Nancy, una indicació 1477 gravada en el paviment, indica el lloc on va ser exposat el cos del Temerari abans de ser inhumat.

## Conseqüències

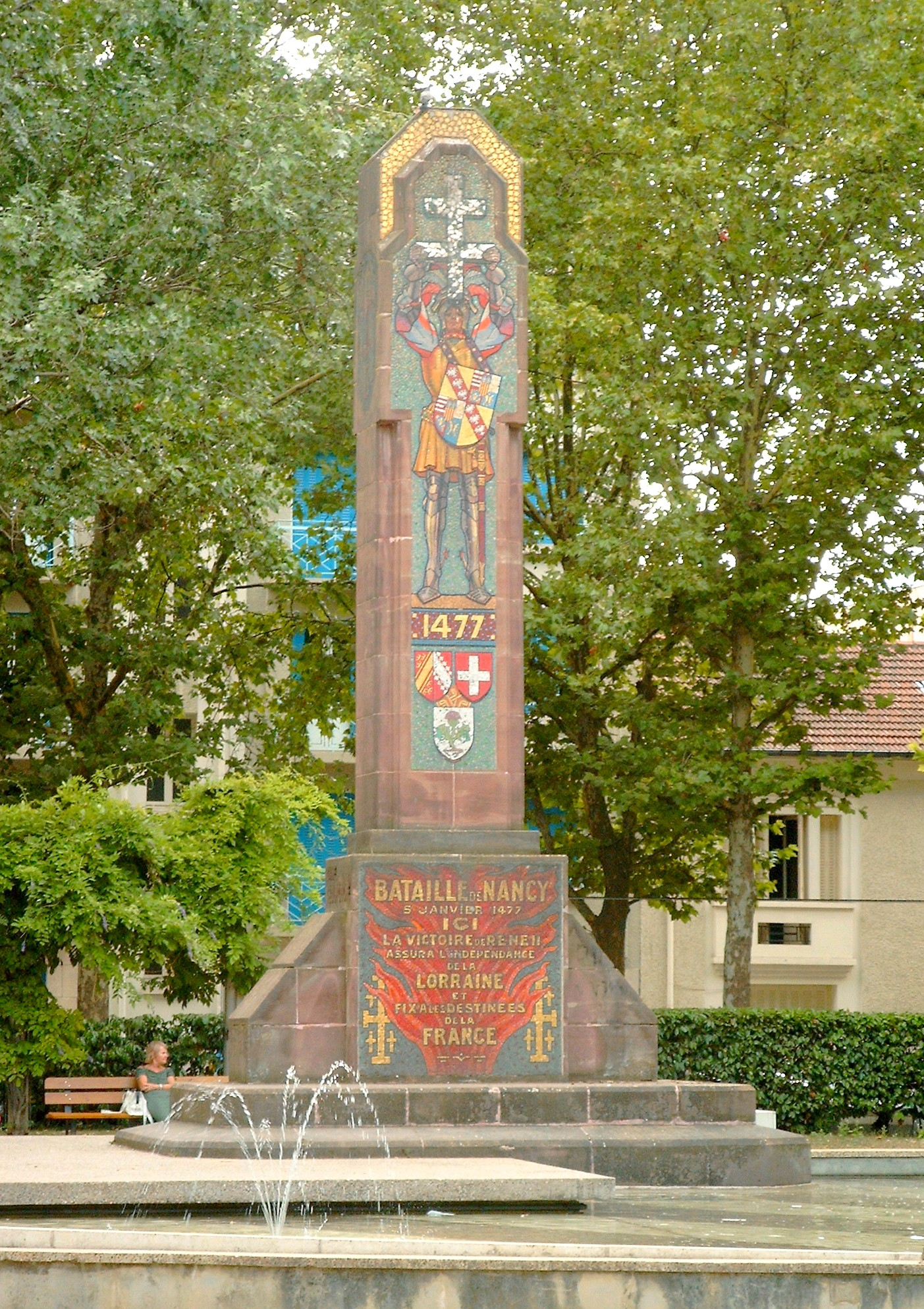
Monument a la Plaça Creu de Borgonya, a Nancy, que marca el lloc exacte on va ser trobat el cos de Carles el Temerari

Com a conseqüències de la mort de Carles I de Borgonya, Lluís XI de França s'apoderà de diversos Estats borgonyons i Eduard IV d'Anglaterra renúncia a les seves ambicions a França. Lluís XI s'apodera del ducat i comtat de Borgonya, Picardia, Artois i Flandes en detriment de Maria de Borgonya, filla de Carles, que demana ajudà al seu promès Maximilià d'Habsburg, fill de l'emperador Frederic III, i recuperà Flandes, Artois i el Franc Comtat. D'aquesta manera començaren diversos segles de lluita entre França i els Habsburg. El fill de Maximilià i Maria, Felip el Bell, es casà amb Joana, princesa de Castella i filla dels Reis Catòlics, i el seu fill fou l'emperador Carles V.
Renat II recuperà el Ducat de Lorena, consolidant la seva independència. Després de diversos segles de lluites entre França i el ducat independent de Lorena, la seva definitiva annexió a França fou el 1766. I més tard, a les inacabables guerres entre França i Prússia per l'Alsàcia i la Lorena, en la Guerra Franco Prussiana 1870-1871 França perd els territoris, que recuperà el 1918, i els tornà a perdre durant la Segona Guerra Mundial amb l'ocupació de 1940 i recuperats de nou el 1945.

## Records de la batalla

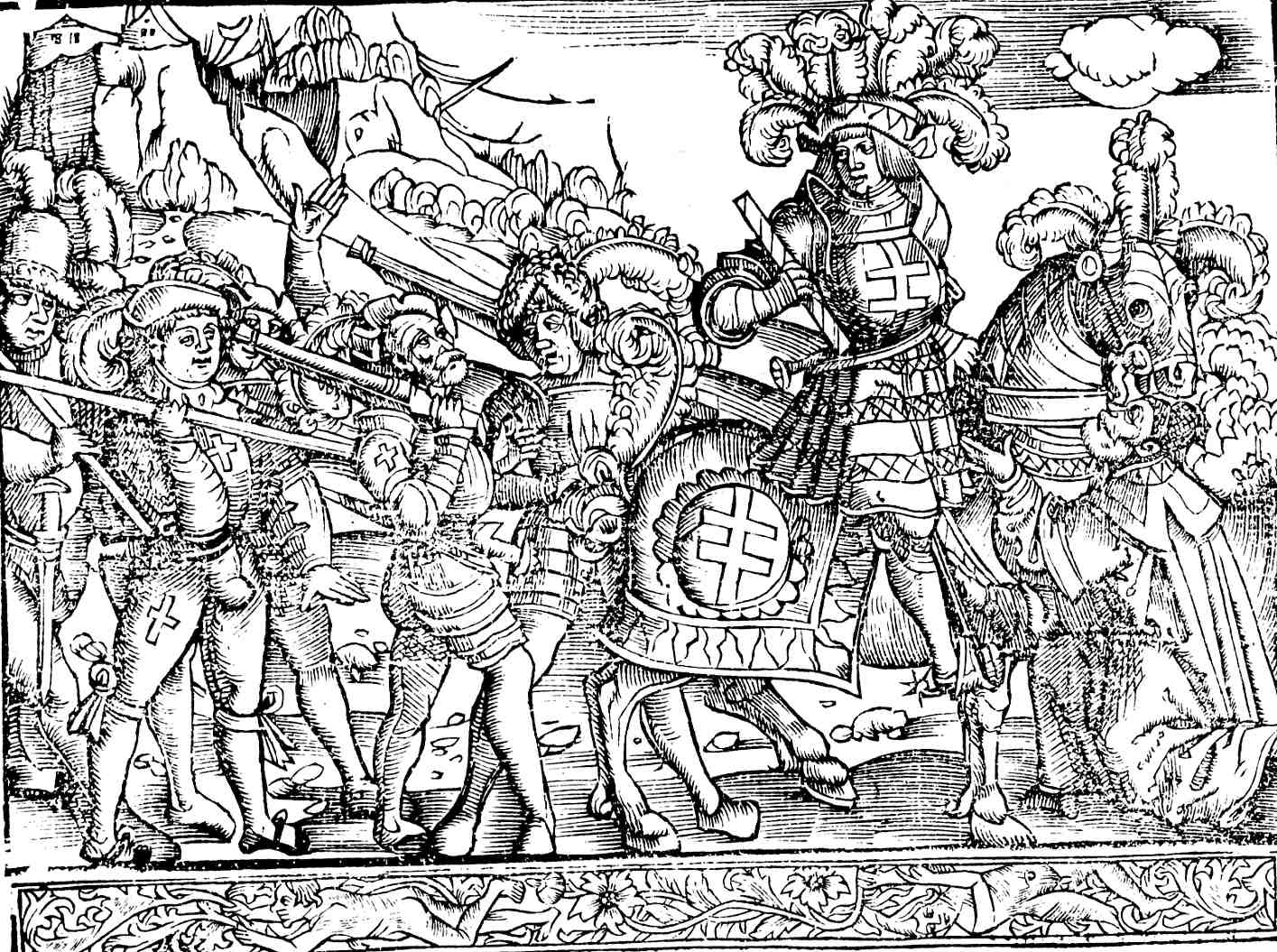
La Nancéide, Batalla de Nancy, Pierre Blarru, il·lustració 1519

En els llocs de la batalla, Renat II edifica l'Església de la Mare de Déu del Bon Socors i l'Església dels Corders, i a Saint-Nicolas-de-Port aixeca la gran basílica. Com a record de la victòria contra el Temerari, la ciutat de Nancy adopta com a emblema el card i com a divisa Non inultus premor (Qui em toca es pica).
Pierre de Blarru narra la guerra entre lorenencs i borgonyons, i fonamentalment la batalla de Nancy, en la seva epopeia la Nancéide. Eugène Delacroix pintà La Batalla de Nancy, que avui dia es conserva al Museu de Belles Arts de Nancy.